# Leptaulax planus
Leptaulax planus es una especie de coleóptero de la familia Passalidae.

## Distribución geográfica
Habita en Sumatra, Borneo.